# アイリッシュ・ウォーター・スパニエル
アイリッシュ・ウォーター・スパニエル (Irish Water Spaniel) は、アイルランド原産の猟犬の一種である。
体が大きく、悪い足場も悪天候もまったく苦にせず獲物の臭いを追跡し、ハンターが仕留めた後は確実に回収する優れた猟犬である。とても活発で、遊びやスポーツに対しても熱狂的に取り組む。飼い主には従順で賢いが、見知らぬ人には多少の警戒心を抱く。コンパニオンドッグとしても飼育できるが、運動量は膨大である。

## 特徴
- 毛質：レッド、ブラウンなどの単色で、巻き毛。水をよく弾く。
- ラット・テールで耳は大きな垂れ耳
- 体高：51-58cm
- 体重：20-30kg
- 価格：輸入のみ
- 原産国：アイルランド